# Eugénie Duchoiselle
Eugénie Duchoiselle (née Eugénie Pelcot, préférant le prénom Germaine), parfois surnommée Madame Pot-au-Feu était une philanthrope française et une personnalité de Montmartre, créatrice d'un ancêtre des Restos du cœur, Le Pot-au-Feu des Vieux, principalement actif dans les années 1930. 

## Biographie

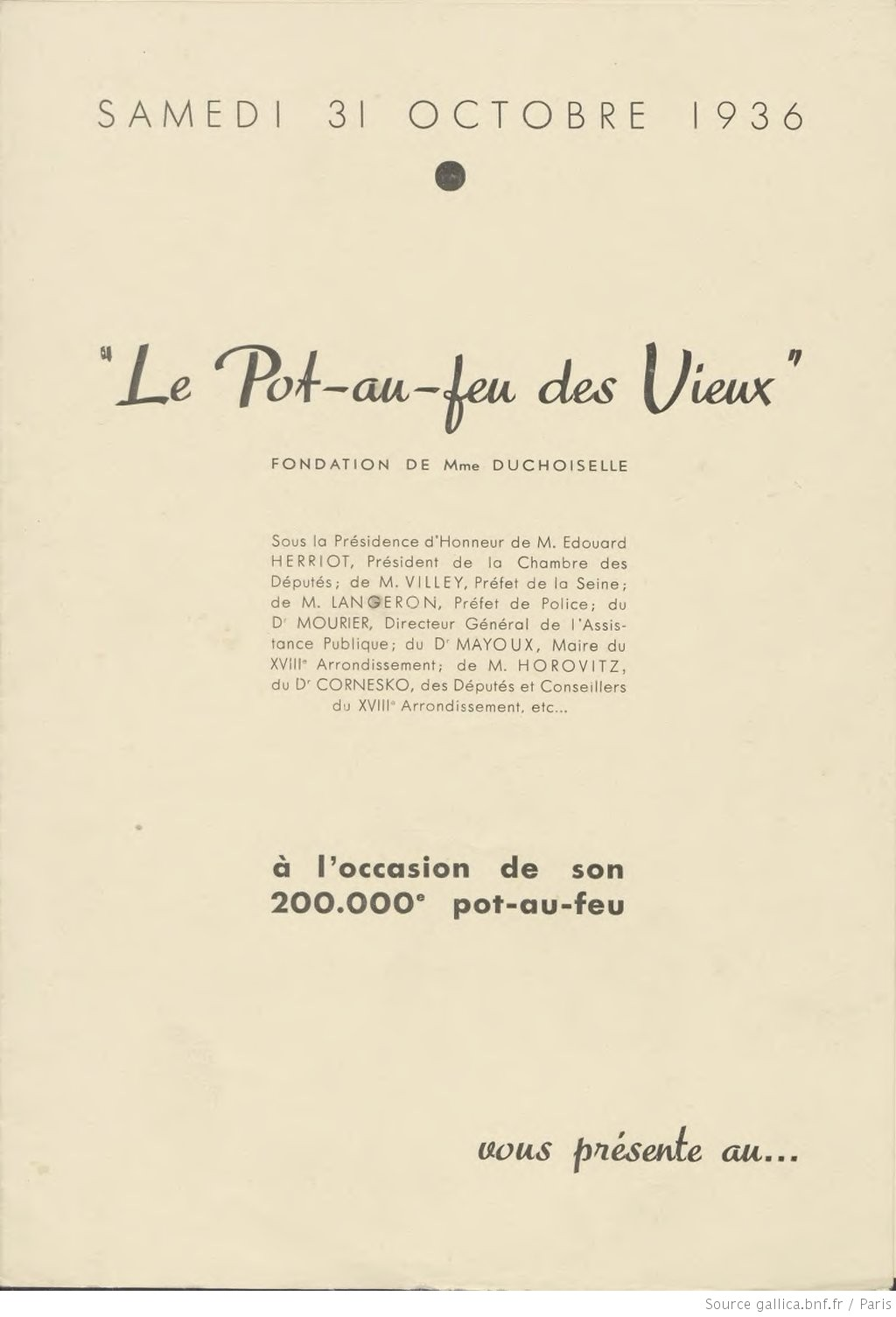
Carton d'invitation pour la soirée du 31 octobre 1936 célébrant le 200 000e pot-au-feu servi. Ce gala avait comme président d'honneur Édouard Herriot.

Eugénie Duchoisel était originaire d'Auxerre et était l'épouse en secondes noces de l'architecte Francis Duchoiselle. 
Elle fonda l'œuvre du Pot-au-feu des Vieux (pour elle, des personnes de plus de 75 ans), qui servait gratuitement des pot-au-feu, des galettes des rois, des frites, des crêpes, etc. Elle distribuait également des colis alimentaires, des colis-surprises, des vêtements, du charbon, etc. En octobre 1936, elle estimait avoir servi 200 000 pot-au-feu. Pour se financer, elle organisait des bals, des galas, des goûters-concerts, et, du financement de son œuvre de bienfaisance à la distribution en passant par une aide matérielle, elle fut aidée par de nombreuses personnalités de l'époque comme Joséphine Baker, Michel Simon, Nina Garal, Lise Lamarre, France Ellys, Pierre Dac, Jean Tranchant, Marcel Carpentier, Marguerite Delaune, Betty Diam, Miss Édith, Esmeralda, Marcel Laporte (Radiolo), Georges Questiau, Musette, Missie, Nerva, Ryonel, Andrée Wyls, Jean Sablon, Ted Grouya, les Fratellini, l'orchestre Conti et ses Canadian Serenaders.. Elle demandait aux bouchers des dons ou des réductions, et recevait des dons de personnalités ou d'anonymes. Pour résumer sa méthode, elle déclarait « avoir des amis un peu partout et en avoir assez pour ne pas être obligé d'aller demander toujours aux mêmes »
À Montmartre, en 1934, Eugénie Duchoiselle estimait s'occuper de 200 "vieux"
Les distributions, médiatisées, pouvaient occasionner quelques bousculades, notamment quand Joséphine Baker, marraine de l'association, était là
Son activité se poursuivit pendant l'Occupation, où en avril 1944, elle servit par exemple des crêpes et des frites à ses vieux
Elle faisait partie de la Ligue de la bonté, participant aux Semaine de la Bonté.
Elle tint un relais Duchoiselle au 97 rue des Martyrs, et des distributions purent aussi avoir lieu au 25 rue Custine, et au 46 rue des Poissonniers, elle ouvrit un dispensaire (ce qui permit au préfet de la Seine de déclarer : « Le dispensaire Duchoiselle, c'est la charité dans une mansarde. »), organisa un marché gratuit, mit en place des soirées du Nouvel An.
Sa popularité à Montmartre lui valut une pétition demandant à ce qu'elle soit élue, mais les lois de l'époque ne permettaient pas aux femmes de siéger dans les assemblées délibératives et elle n'était pas favorable au droit de vote des femmes. Pendant cette campagne, elle s'opposa à Louise Weiss, qu'elle considérait comme une « étrangère » au quartier.

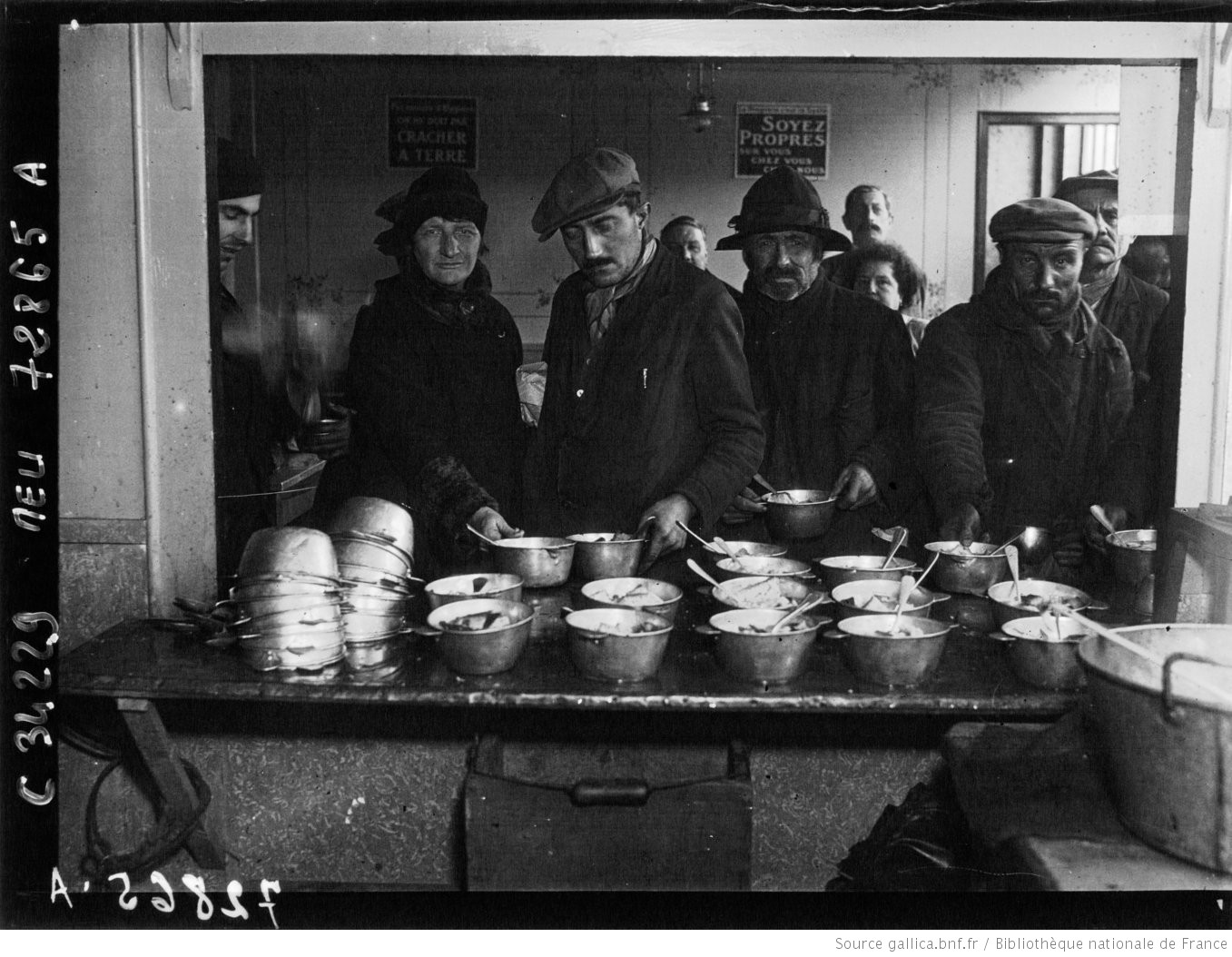
L'Œuvre du Pot-au-Feu des Vieux en 1929
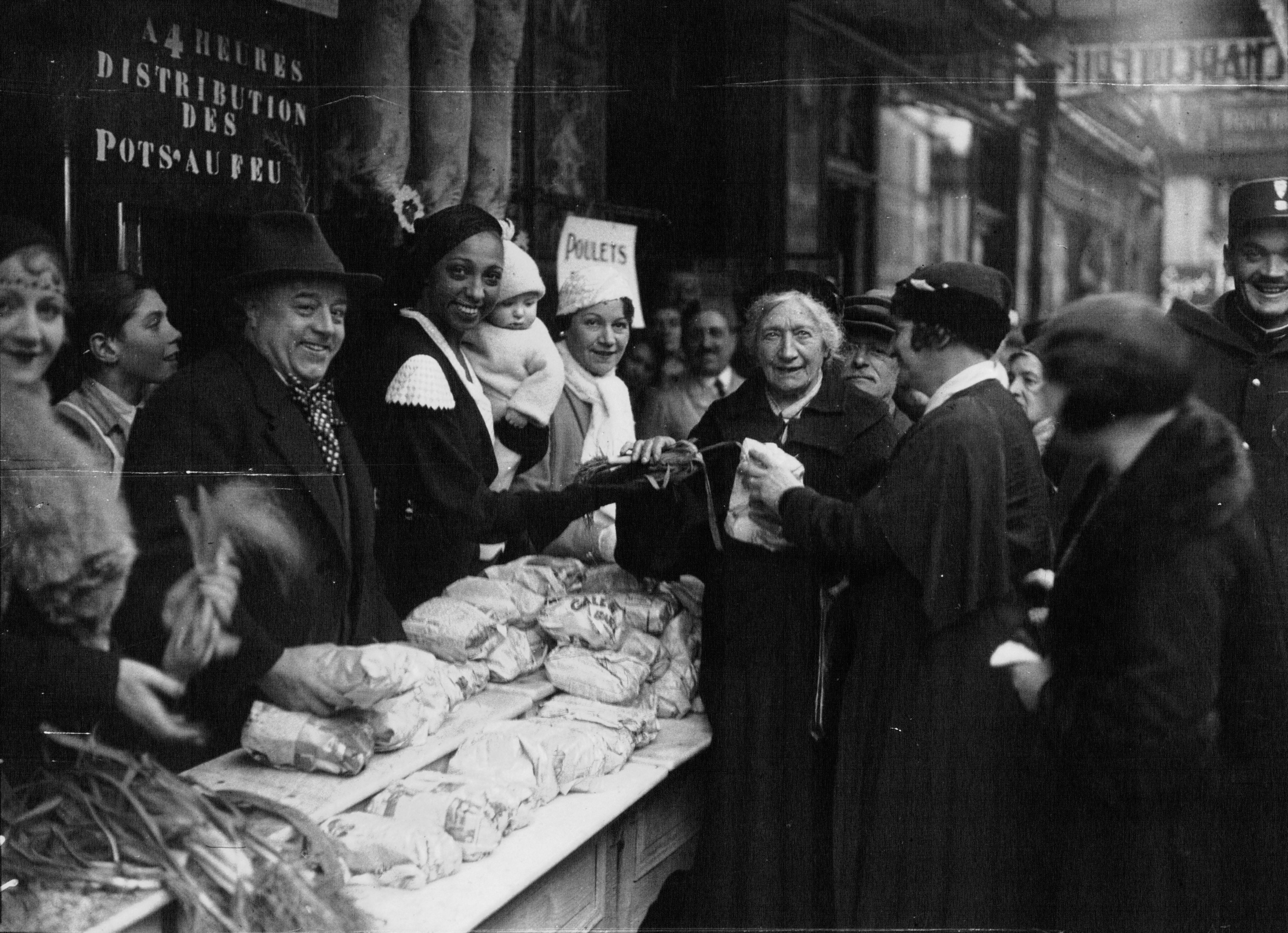
Joséphine Baker (marraine de l'association) lors d'une distribution de pot-au-feu en 1932
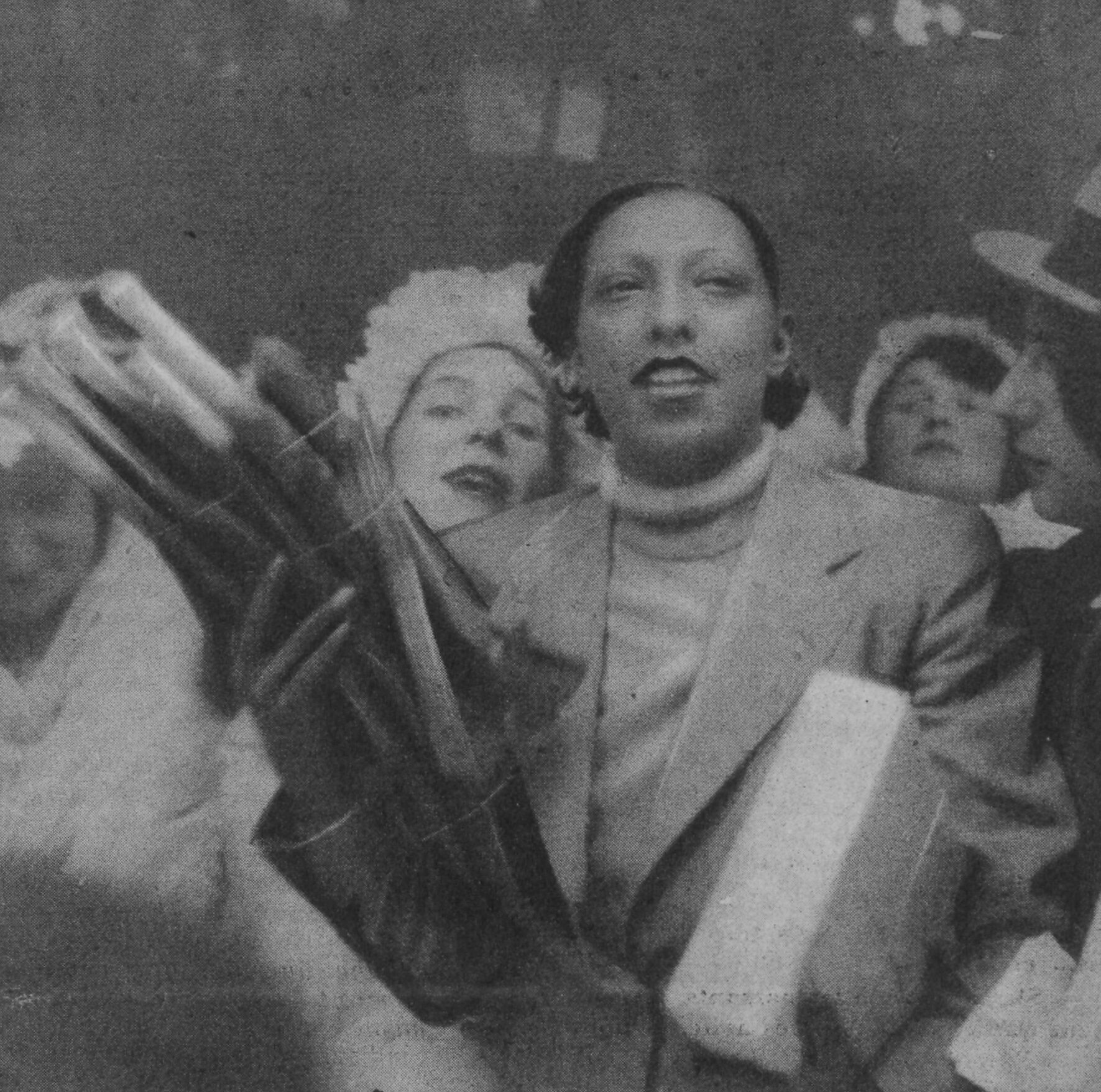
Joséphine Baker à une distribution du Pot-au-Feu des Vieux en 1935
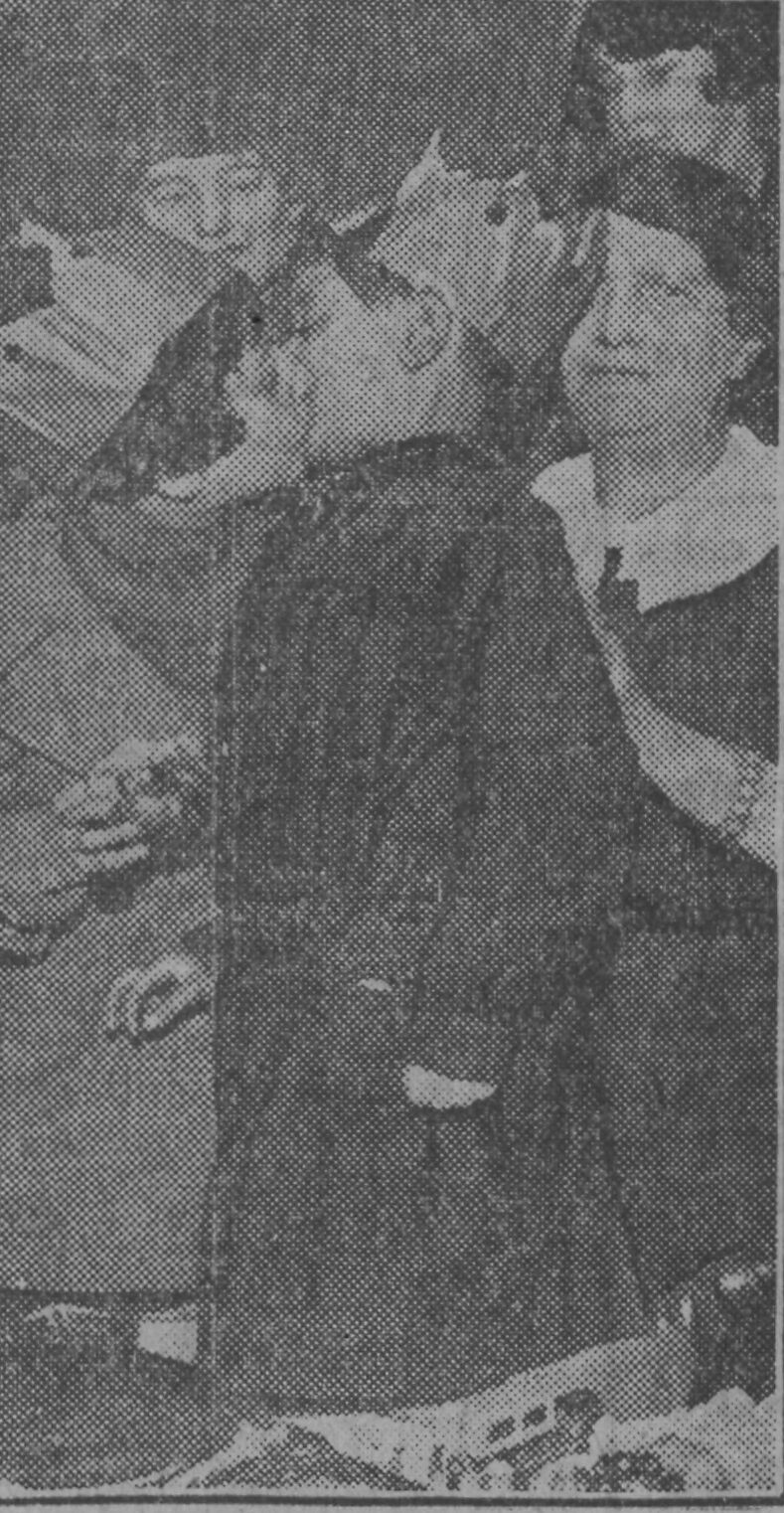
Eugénie Duchoiselle derrière un couple formé à l'occasion d'une galette des rois qu'elle avait organisée
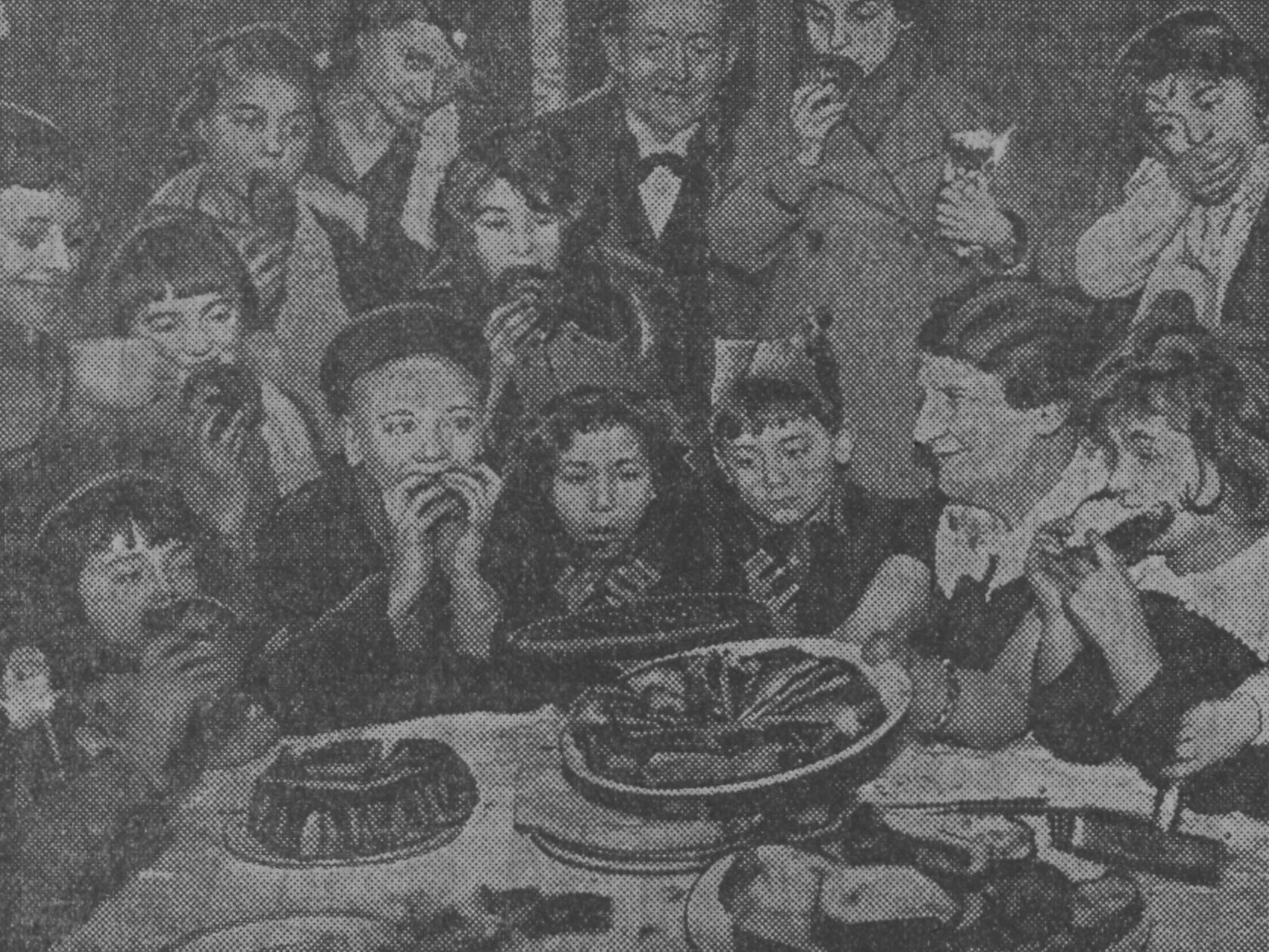
Eugénie Duchoiselle au milieu d'enfants lors d'une galette des rois
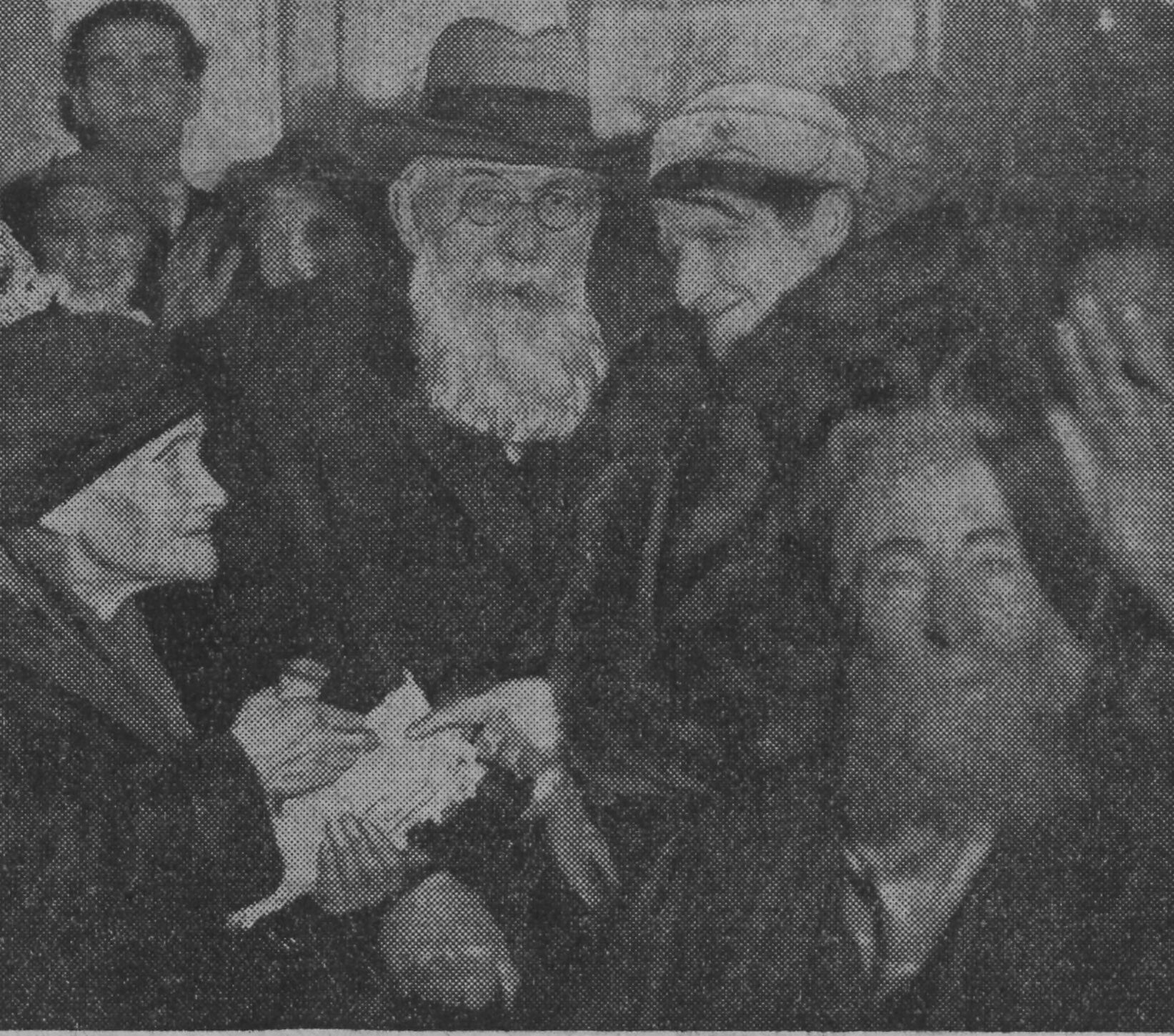
Eugénie Duchoiselle au milieu de ses « vieux »